# Branislav Danilović
Branislav Danilović (in serbo Бранислав Даниловић?; Belgrado, 24 giugno 1988) è un calciatore serbo, portiere svincolato.